# Újezd (Horšice)
Újezd je malá vesnice, část obce Horšice v okrese Plzeň-jih v Plzeňském kraji. Nachází se asi jeden kilometr východně od Horšic. Prochází zde silnice II/230. Je zde evidováno 46 adres. V roce 2011 zde trvale žilo 117 obyvatel.
Újezd leží v katastrálním území Újezd u Horšic o rozloze 4,5 km².

## Historie
První písemná zmínka o vesnici pochází z roku 1379.

## Obyvatelstvo
| Rok            | 1869 | 1880 | 1890 | 1900 | 1910 | 1921 | 1930 | 1950 | 1961 | 1970 | 1980 | 1991 | 2001 | 2011 | 2021 |
| -------------- | ---- | ---- | ---- | ---- | ---- | ---- | ---- | ---- | ---- | ---- | ---- | ---- | ---- | ---- | ---- |
| Počet obyvatel | 328  | 289  | 246  | 247  | 276  | 234  | 231  | 177  | 163  | 154  | 117  | 103  | 100  | 117  | 119  |
| Počet domů     | 41   | 42   | 42   | 43   | 42   | 44   | 44   | 37   | 38   | 40   | 35   | 42   | 42   | 44   | 46   |

## Obecní správa
Při sčítání lidu v letech 1869–1950 Újezd byl samostatnou obcí v okrese Přeštice. Od roku 1964 je částí obce Horšice v okrese Plzeň-jih.

## Pamětihodnosti
Na jižním okraji vesnice stojí na místě bývalé dřevěné tvrze újezdský zámek. Postaven byl koncem šestnáctého století Janem Boreněm Říčanským, ale dochovaná podoba je výsledkem barokní přestavby provedené hrabětem Václavem z Klenového v první třetině osmnáctého století. Během ní byl zámek rozšířen o kapli svaté Anny vyzdobené freskami od Františka Julia Luxe.

## Galerie

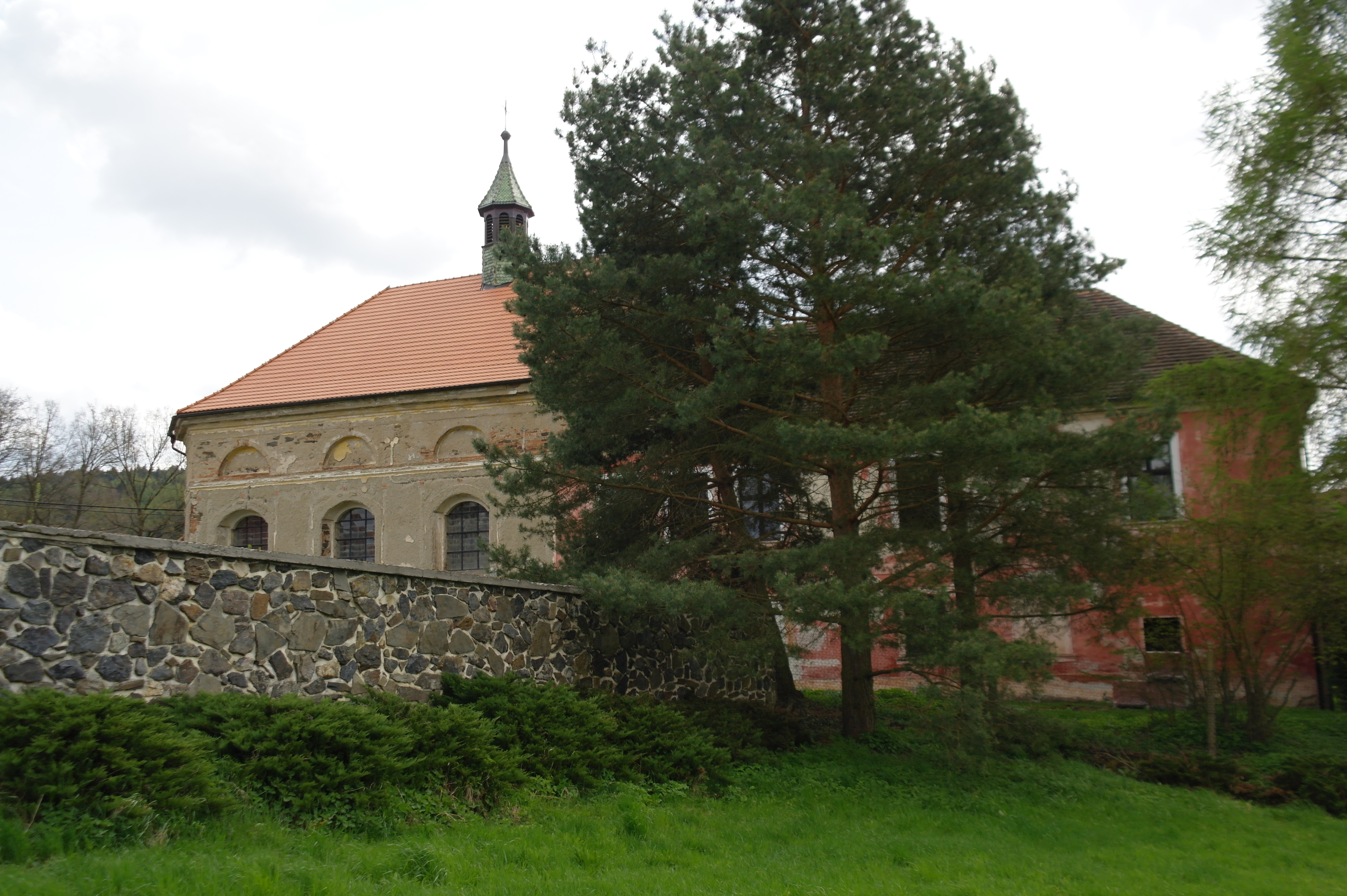
Zámek
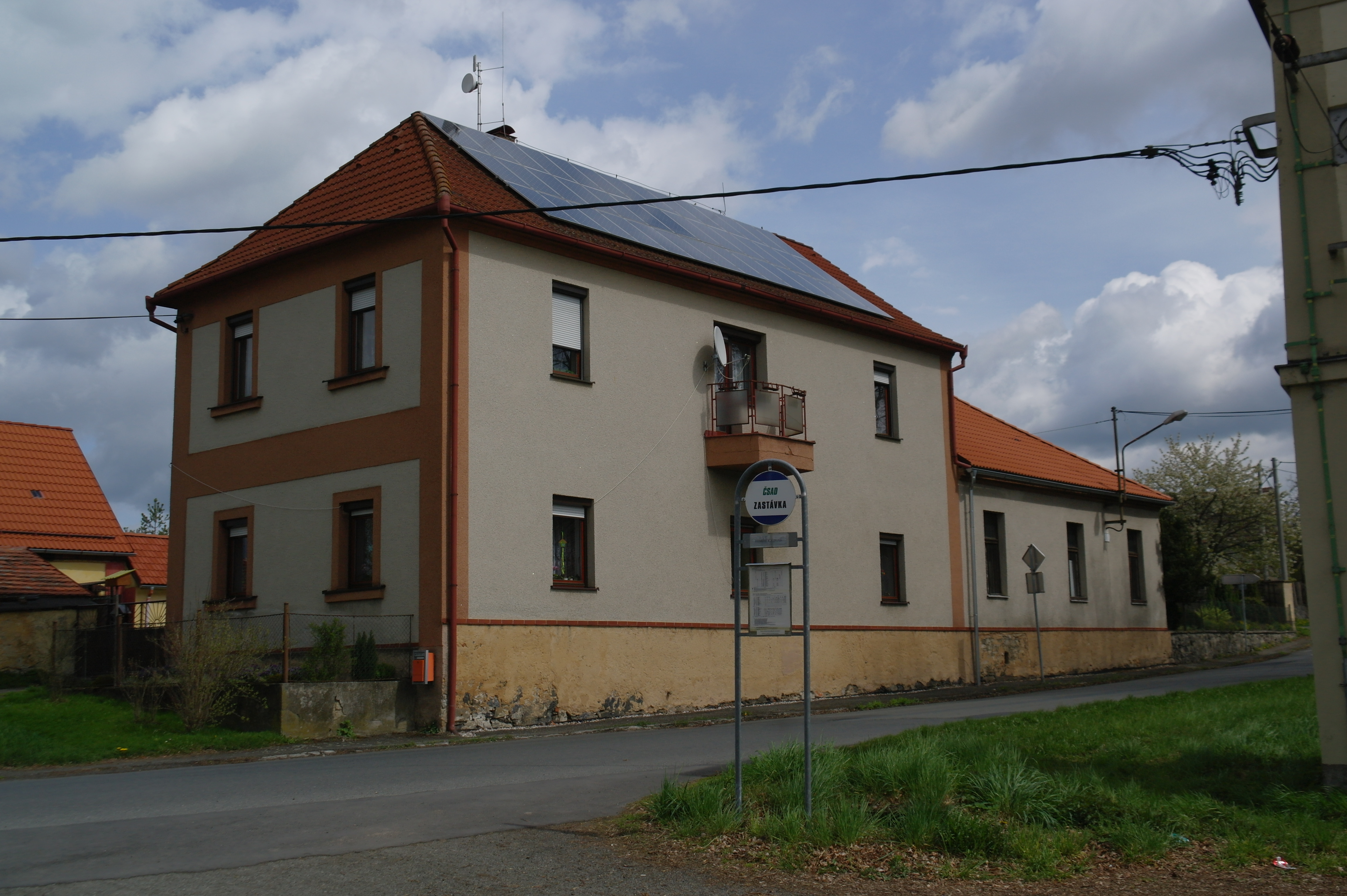
Místní dům
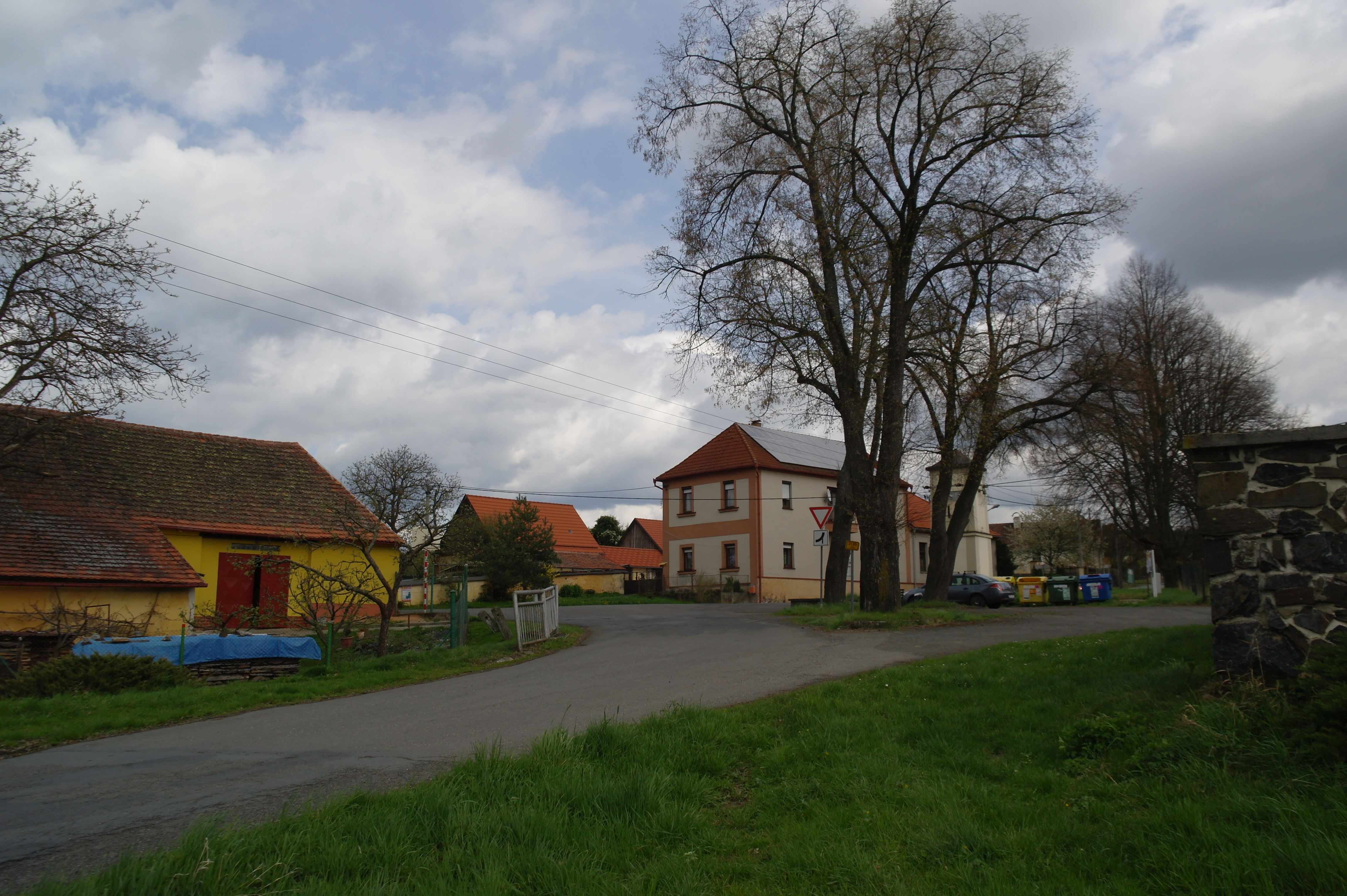
Náves